# Zooplâncton

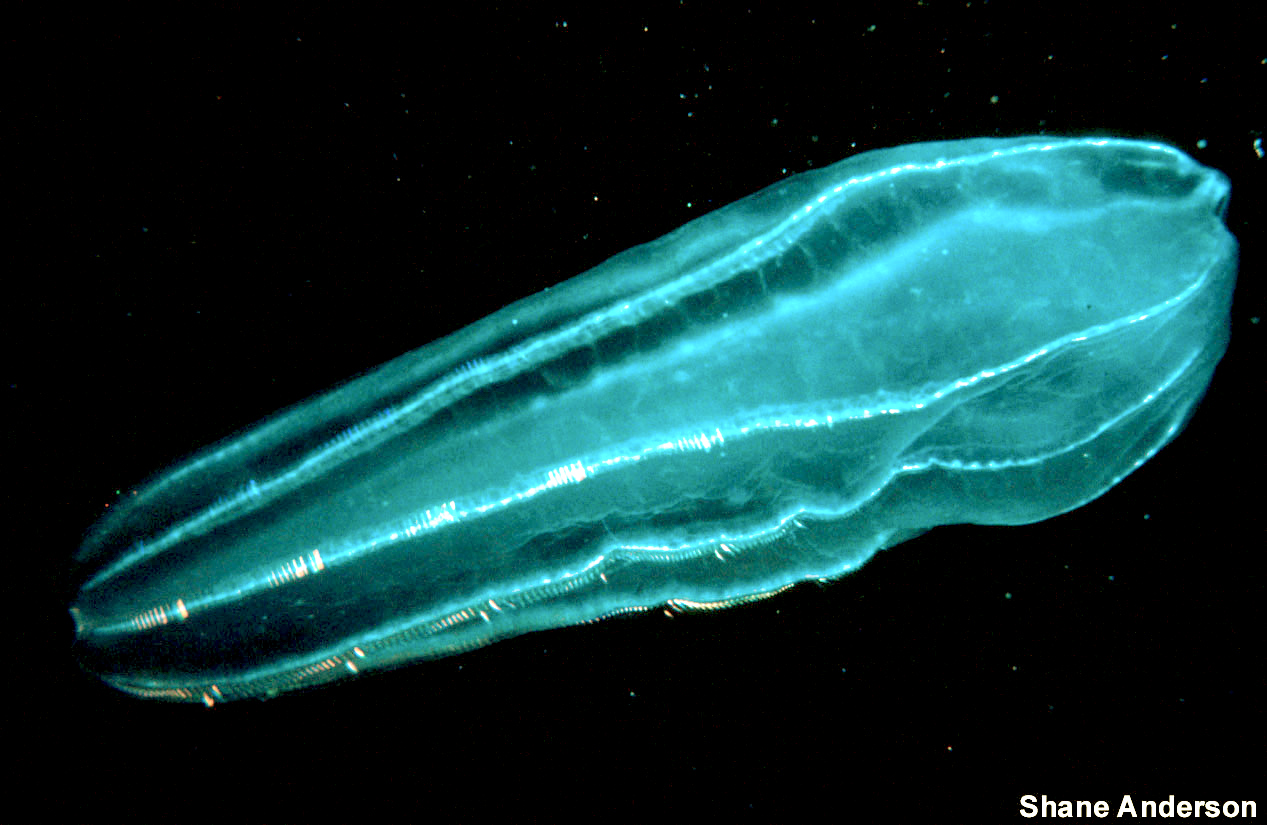
Uma água-viva-de-pente, animal típico do zooplâncton marinho.

Em biologia marinha e limnologia, chama-se zooplâncton ao conjunto dos organismos aquáticos que não têm capacidade fotossintética (heterotróficos ou heterótrofos) e que vivem dispersos na coluna de água, apresentando pouca competência para a sua locomoção (são, em grande parte, arrastados pelas correntes oceânicas ou pelas águas de um rio).
Fazem parte deste grupo muitos animais, dentre os quais os mais abundantes são crustáceos, principalmente os copépodes, e outros seres tradicionalmente considerados e estudados como tal, mas atualmente classificados em várias clades dos Protistas.
Apesar de normalmente se considerar o plâncton como constituído de organismos microscópicos ou, pelo menos, muito pequenos, há alguns organismos planctônicos, como as salpas, que podem formar colônias com vários metros de comprimento.

## Importância do zooplâncton
A importância do zooplâncton reside principalmente em seu papel de condutor do fluxo de energia, dos produtores primários para os consumidores de níveis tróficos superiores, sendo assim um importante grupo responsável pela produtividade secundária e também fundamental no transporte e regeneração de nutrientes pelo seu elevado metabolismo.
O zooplâncton é o segundo elo da cadeia alimentar dos ecossistemas aquáticos: estes organismos alimentam-se do fitoplâncton e do bacterioplâncton - são consumidores primários, apesar de haver neste grupo alguns predadores - e, por sua vez, servem de alimentação a organismos maiores. Algumas espécies de baleias alimentam-se quase exclusivamente de "krill", um pequeno camarão pelágico muito abundante em águas temperadas dos oceanos.
Apesar de se dizer que os zooplanctontes (tal como, em parte, muitos fitoplanctontes) têm pouca capacidade de locomoção, uma vez que apenas possuem cílios, flagelos ou barbatanas rudimentares, grande parte destes organismos tem a capacidade de realizar migrações verticais na coluna de água, alterando a sua densidade relativamente à da água. Estas migrações permitem-lhes, não só escaparem dos predadores (afundando para águas profundas, portanto com menos luz, durante o dia e subindo para perto da superfície, onde têm mais alimento, à noite), mas também aproveitarem correntes de fundo para se deslocarem para regiões onde as condições ambientais lhes são mais favoráveis.
Além disso, o zooplâncton pode ser utilizado como indicador da qualidade da água, já que esses pequenos organismos respondem rapidamente às modificações do ambiente, tais como ocorrem quando existe emissão de poluentes químicos e despejo de esgoto.